# Faro di Ahırkapı
Il Faro di Ahırkapı (in turco Ahırkapı Feneri), un faro storico ancora in uso, si trova sulla punta meridionale del Serraglio, sulla costa europea dell'ingresso meridionale del Bosforo, nel quartiere di Ahırkapı del distretto di Fatih di Istanbul, in Turchia. È situato di fronte al Kadıköy İnciburnu Feneri, che si trova sulla costa anatolica dello stretto a una distanza di 1,5 miglia nautiche (2,8 km). Una linea che collega i due fari segna il confine meridionale del porto di Istanbul.

## Storia
Si narra che un incidente marittimo, avvenuto nei pressi di questa località, abbia portato alla creazione del faro. Nel 1755, un veliero mercantile diretto in Egitto si arenò al largo di Kumkapı a causa delle cattive condizioni meteorologiche della notte. Alla notizia dell'incagliamento, il sultano ottomano Osman III (r. 1754-1757) si precipitò sul posto, dove un marinaio si lamentò della mancanza di un faro in grado di garantire una navigazione sicura nelle acque pericolose. Su ordine del sultano, il Kapudan pascià fece installare in questo luogo un faro alimentato con olio d'oliva in cima a una torre di guardia delle mura della città. 
Nel 1857, il sultano Abdülmecid I (r. 1839-1861) commissionò la costruzione di un faro, che fu realizzato da ingegneri francesi ad Ahırkapı (letteralmente: "Porta della stalla"), proprio fuori dalle mura della città, a sud del Palazzo di Topkapı.

## Descrizione

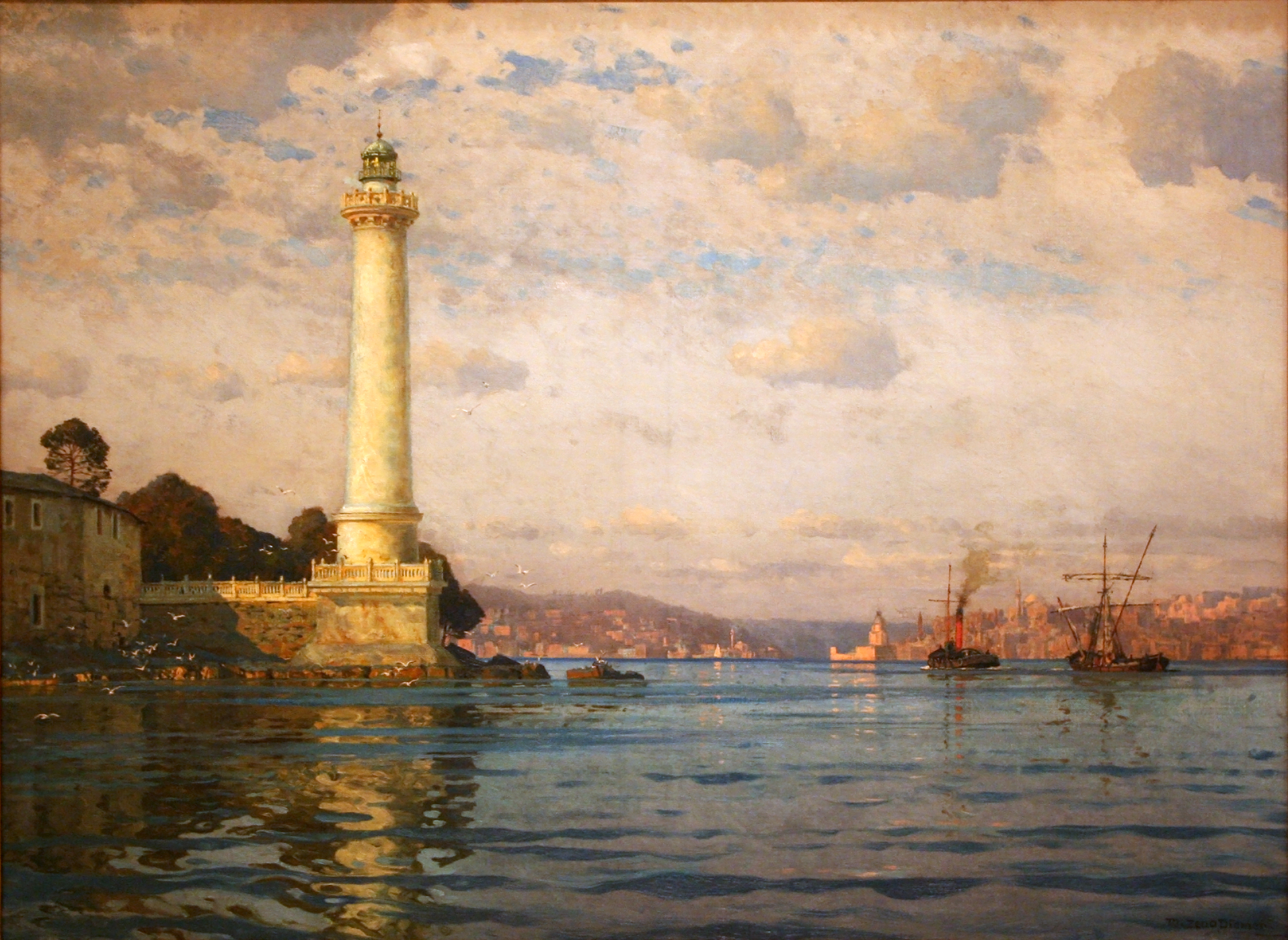
Il faro di Ahırkapı di Michael Zeno Diemer (1907; Istanbul, Museo di Pera).

Il faro in muratura ha una forma conica ed è dipinto di bianco con una stretta banda orizzontale nera. Alla torre, alta 26 metri, è annessa la casa del custode.
Inizialmente il faro illuminava a cherosene, ma in seguito la fonte di luce fu sostituita dalla luce di Dalén che utilizzava il carburo (gas acetilene). Infine il sistema è stato elettrificato. La lanterna del faro è dotata di una lente cilindrica catadiottrica di 500 mm e di una lampada da 1.000 W. A un'altezza focale di 36 m, emette una luce bianca ogni 6 secondi ed è visibile ad una distanza di 16 miglia nautiche (30 km) nel Mar di Marmara.
L'Ahırkapı Feneri è elencato in Turchia con il codice "TUR-056" e il suo nominativo radio è TC1ALH. È gestito e mantenuto dall'Autorità per la sicurezza costiera (in turco Kıyı Emniyeti Genel Müdürlüğü) del Ministero dei Trasporti e delle Comunicazioni.

## Trasporti
Il faro si trova a pochi passi dalla stazione ferroviaria di Cankurtaran, che era servita dalla linea İstanbul-Halkalı prima della costruzione di Marmaray, e che ora è una stazione della linea di metropolitana leggera T6.